# Chiaverano
Chiaverano – miejscowość i gmina we Włoszech, w regionie Piemont, w prowincji Turyn.
Według danych na rok 2004 gminę zamieszkiwało 2198 osób, 199,8 os./km².

## Charakterystyka
Chiaverano znajduje się na skraju północnej granicy historycznego regionu Canavese, w morenowym obszarze Serra di Ivrea w Piemoncie. Miejscowość zajmuje powierzchnię 12 km² i znajduje się na wysokości od 237 metrów do 792 metrów nad poziomem morze. Od północy graniczy z obszarami leśnymi. Chiaverano zostało założone w 1251 roku. Miasteczko jak i cały region słynie z 
tomini, typowego sera produkowany przez lokalną firmę oraz regionalnej turystyki, W centrum miejscowości w tutejszym kościele znajdują się zabytkowe organy, wykonane między 1793 a 1796 przez Giovanniego Brunę.